# مارسيلو بوس
مارسيلو بوس هو محامي وسياسي أمريكي، ولد في 21 يناير 1901 في الولايات المتحدة، وتوفي في 21 مارس 1967 في كانساس في الولايات المتحدة. نشط حزبياً في الحزب الجمهوري. وقد انتخب عضو مجلس ولاية كانساس ‏ وانتخب حاكم غوام ‏.